# Muys van Holy

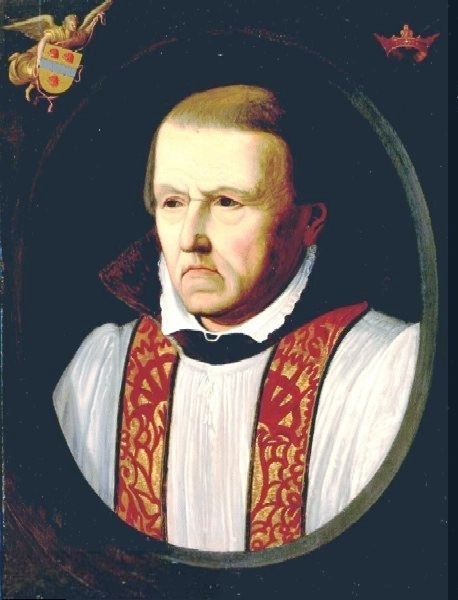
Cornelis Musius

Muys van Holy is de naam van een Dordts patriciërsgeslacht.
Het geslacht was afkomstig uit Schiedam en wellicht van riddermatige afkomst. Het geslacht claimde af te stammen van de Heren van Heemstede. Allard, een jongere zoon van deze heren, zou als vaderlijke erfdeel de hofstede Holy bij Vlaardingen hebben gekregen. In de Gouden Eeuw behoorde het geslacht Muys van Holy samen met de verzwagerde families Van Slingelandt, Van Beveren en De Witt tot de vooraanstaande Dordtse regentengeslachten. Het geslacht is in het begin van de 18e eeuw uitgestorven.

## Bekende leden zijn
- Reinier van Holy (13de/14de eeuw), edelman, stichtte het Slot Heemstede
- Jacob (I) Muys van Holy (ca. 1470-1537), burgemeester van Schiedam
- Pieter Muys van Holy, zoon van Jacob, stamvader van de Dordtse tak[3]
- Cornelis Musius (Cornelis Muys) (1500-1572), Nederlandse katholieke priester, humanist en dichter
- Jakob Muys van Holy (1540-1592), burgemeester en Dordts regent
- Arnoud Muys van Holy, baljuw Zuid-Holland in 1592
- Hugo Muys van Holy (-1626), Dordts regent en Contraremonstrants burgemeester, baljuw en dijkgraaf van het land van Strijn, lid van de Raad van State, gecommitteerde van de Staten Generaal en de Staten van Holland[4]
- Jakob (III) van Muys van Holy (-1630), zoon van Hugo, heer van Kethel, Spaland en Woude, baljuw en dijkgraaf van Strijen, door koning Karel I van Groot-Brittannië tot Ridder-Baronet verheven
- Arend Muys van Holy, huwde met Maria de Witt, dochter van Cornelis de Witt, burgemeester van Dordrecht, raad en rentmeester-generaal van Zuid-Holland
- Nicolaas Muys van Holy (1653/54-1717), advocaat